# Christian Jost (Politiker)
Christian Jost (* 4. Dezember 1925 in Davos; † 9. September 2007 ebenda; heimatberechtigt ebenda) war ein Schweizer Politiker (FDP).

## Leben und Wirken
Jost machte seine Matura in Neuenburg und schloss ein Studium der Rechtswissenschaften an der Universität Bern ab. 1950 promovierte er zum Dr. rer. pol. Im Jahr 1956 wurde Jost zum Landammann von Davos gewählt und verblieb in diesem Amt 24 Jahre. Anschliessend, zwischen 1980 und 1982, war er der Präsident des Kur- und Verkehrsvereins in Davos. Jost engagierte sich für den Umbau des Kurortes Davos zu einem Sportort, er war ferner Initiator des Kongresstourismus.
Zwischen 1957 und 1983 sass Jost für die Freisinnig-Demokratische Partei im Graubündner Grossen Rat, dessen Präsident er 1972/73 war. Zwischen 1979 und 1983 war Jost Mitglied des Schweizer Nationalrats.
Ab 1963 war Jost im Bankrat der Graubündner Kantonalbank, zwischen 1982 und 1991 als dessen Präsident.

## Werke
- Der Einfluss des Fremdenverkehrs auf Wirtschaft und Bevölkerung in der Landschaft Davos. Buchdruckerei Davos, Davos 1951 (Dissertation).
- Das Kirchlein Hinter den Eggen – Seine Entstehung und Geschichte mit Fragmenten aus der Sertiger Vergangenheit. Buchdruckerei Davos, Davos 1996.